# Henning Gronkowski

Henning Gronkowski

Henning Gronkowski (* 10. August 1988 in Essen-Werden) ist ein deutscher Schauspieler und Regisseur, der unter anderem durch seine Rollen in Filmen des Regisseurs Klaus Lemke und durch sein Spielfilm-Regiedebüt Yung bekannt wurde.

## Leben
Henning Gronkowski ist in Schneverdingen in der Lüneburger Heide aufgewachsen. Im Sommer 2006 wurde er in Hamburg von der Schauspielerin Saralisa Volm entdeckt, die ihn dem Regisseur Klaus Lemke vorstellte. Daraufhin spielte er als Teenager eine Rolle in dessen Fernsehfilm Finale über den WM-Sommer 2006. Seine erste Hauptrolle spielte der damals 19-Jährige in Lemkes Fernsehfilm Schmutziger Süden. Es folgten weitere Filme für Lemke als Darsteller. Im Jahr 2012 betätigte er sich erstmals als Regisseur und drehte in Zusammenarbeit mit Maria Giménez, einer bildenden Künstlerin aus Berlin, den Coming-of-Age-Film Teens on Age, der beim Berliner Independent Filmfestival „Boddinale“ den Publikumspreis gewann. Mit einer Länge von 73 Minuten gilt Teens on Age offiziell als Kurzfilm. 2018 lieferte Gronkowski mit YUNG sein Spielfilmdebüt ab. Die Welturaufführung des mit Laiendarstellern besetzten Films über vier lebenshungrige Teenage-Girls im Berliner Party-Untergrund fand im Juli 2018 auf dem Filmfest München statt; die internationale Premiere folgte im November 2018 beim 22. Tallinn Black Nights Film Festival in der Sektion First Feature Competition. Als Produzenten fungierten Gronkowski, Mike Ott und Anatol Nitschke.
Henning Gronkowski und Maria Giménez haben gemeinsam 2012 die „Giménez-Gronkowski Filmproduktion“ gegründet (G.G.Production).  Diese hat 2013 das Musikvideo von Dagobert zu dem Lied „Ich bin zu Jung“ und einige Musikvideos für die Band ''2Raumwohnung'' produziert, u. a. zu den Liedern „Ich mag’s genauso“ und „Bei dir bin ich schön“.
Die G.G. Production wurde nach der Trennung der Arbeitspartner in „Gruppe Gronkowski“ umbenannt.
Regisseur Gronkowski schaut in seinem Kino-Spielfilm Yung vier weiblichen Großstadt-Teenagern über die Schulter, die in einer Welt aus Selbsterfahrung und Partys auf der Suche nach sich selbst sind. Er lieferte auch selbst das Drehbuch. Als prägenden Einfluss und seinen „Film-Vater“ nennt er Klaus Lemke, mit dem er lange zusammenarbeitete.

## Filmografie

### Als Darsteller
- 2007: Finale (Fernsehfilm)
- 2010: Schmutziger Süden (Fernsehfilm)
- 2011: 3 Kreuze für einen Bestseller (Fernsehfilm)
- 2012: Berlin für Helden
- 2013: Teens on Age
- 2014: Kein großes Ding
- 2015: A Perception
- 2015: Unterwäschelügen

### Als Regisseur
- 2013: Teens on Age
- 2018: Yung

### Musikvideos
- 2013: Dagobert: Ich bin zu Jung
- 2013: 2Raumwohnung: Ich mags genau so
- 2013: 2Raumwohnung: Bei dir bin ich schön